# Кедровый (Берёзовский район)
Кедро́вый — посёлок в Берёзовском районе Красноярского края России. Входит в состав Есаульского сельсовета.

## География
Посёлок находится на расстоянии примерно 43 км к востоку-северо-востоку (ENE) от посёлка городского типа Берёзовка, административного центра района. Абсолютная высота — 344 м над уровнем моря.

## Население
| 1989 | 2002 | 2010 |
| ---- | ---- | ---- |
| 246  | ↘49  | ↘0   |

## Улицы
Уличная сеть посёлка состоит из одной улицы (ул. Нагорная).